# Gare de Plouharnel - Carnac
La gare de Plouharnel - Carnac est une gare ferroviaire française de la ligne d'Auray à Quiberon, située sur le territoire de la commune de Plouharnel, à proximité de Carnac, dans le département du Morbihan en région Bretagne.
Elle est mise en service en 1882 par la Compagnie du chemin de fer de Paris à Orléans (PO). 
C'est une halte voyageurs de la Société nationale des chemins de fer français (SNCF) desservie, uniquement pendant la saison d'été, par le « Tire-Bouchon » qui est un train TER Bretagne. L'ancien bâtiment voyageurs est devenu une propriété de la commune qui y installe en saison un office du tourisme pour l'accueil des voyageurs et la vente de titres de transport spécifiques « Tire-bouchon ».

## Situation ferroviaire
Établie à 22 mètres d'altitude, la gare de Plouharnel - Carnac est située au point kilométrique (PK) 598,095 de la ligne d'Auray à Quiberon, entre la gare de Belz - Ploemel et la halte des Sables-Blancs.
Unique gare d'évitement intermédiaire de la ligne, elle dispose d'une deuxième voie, longue de 177 mètres, pour le croisement des trains.

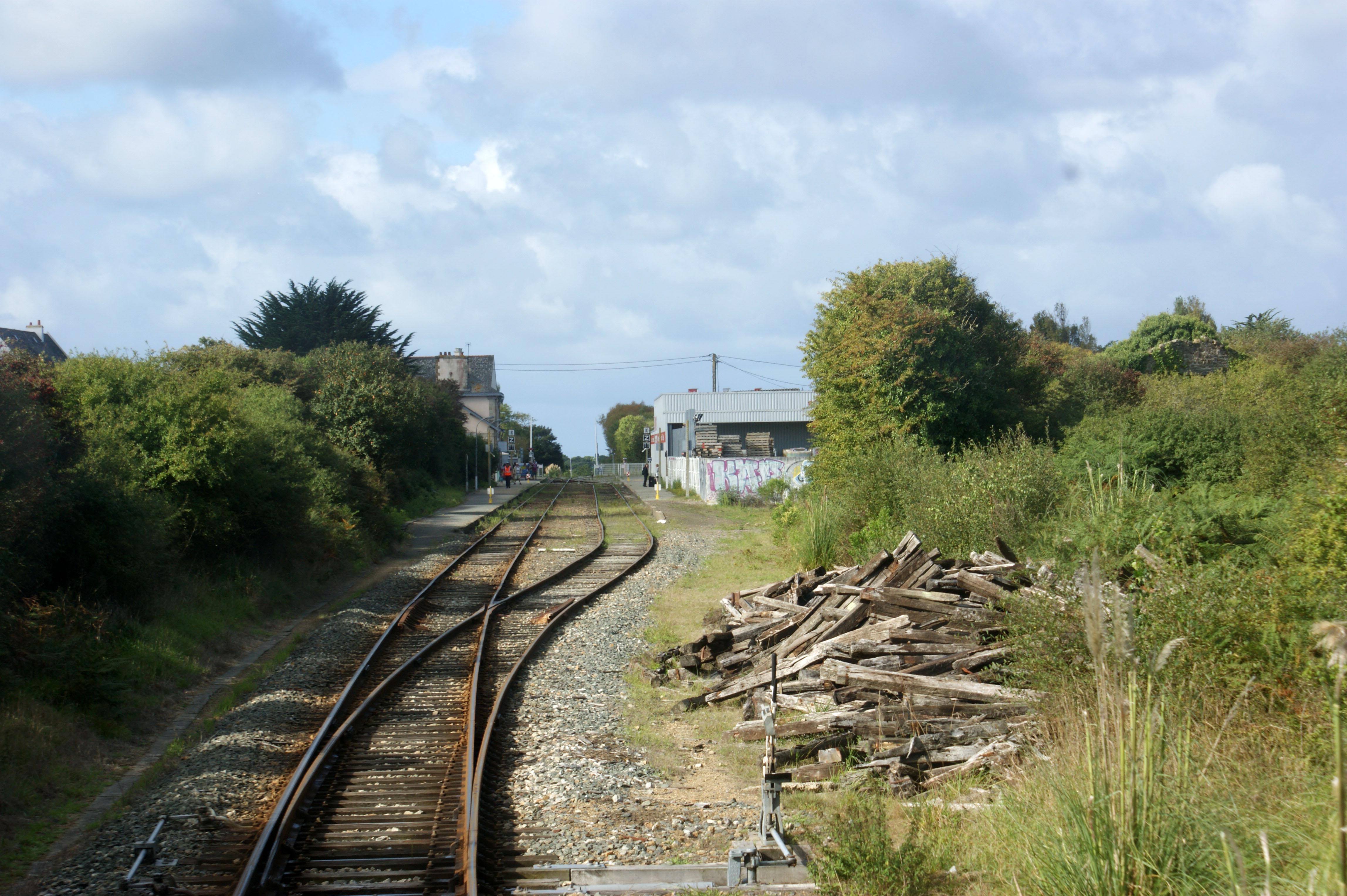
Vue des quais et des voies.

## Histoire
En 1878, l'avant-projet de la ligne d'Auray à Quiberon, proposée d'Utilité publique par le gouvernement, prévoit quatre arrêt dont une station à Plouharnel, qui doit desservir également Carnac.
La station de Plouharnel est mise en service le 24 juillet 1882 par la Compagnie du chemin de fer de Paris à Orléans (PO), lorsqu'elle ouvre à l'exploitation la ligne d'Auray à Quiberon, embranchement de sa ligne de Savenay à Landerneau. Le bâtiment voyageurs, construit par l'État comme la ligne a accueilli la foule pour le passage du train inaugural la veille, le 23 juillet.
De 1901 à 1935, le tramway de la Trinité à Étel desservait également cette gare.
En 1912, la Compagnie du PO fournit au Conseil général un tableau des « recettes au départ » de ses gares du département, la gare de Plouharnel-Carnac totalise 108 248 francs, ce qui la situe à la 7e place sur les 30 gares ou stations.
Le 20 juillet 2010, l'anniversaire des 25 ans de la mise en service du train d'été, le « Tire-Bouchon », donne lieu à une petite cérémonie dans le bâtiment voyageurs qui abrite également une exposition Rétrospective photographique et historique autour du Tire-bouchon.
La halte a accueilli 2 800 voyageurs en 2016, après un nombre de 1 968 voyageurs en 2015 et 2 866 voyageurs en 2014.

## Service des voyageurs

### Accueil
Halte SNCF, elle dispose néanmoins d'un espace d'accueil et de vente située dans l'ancien bâtiment voyageurs. Il permet l'achat de titres de transport « Tire-Bouchon ».

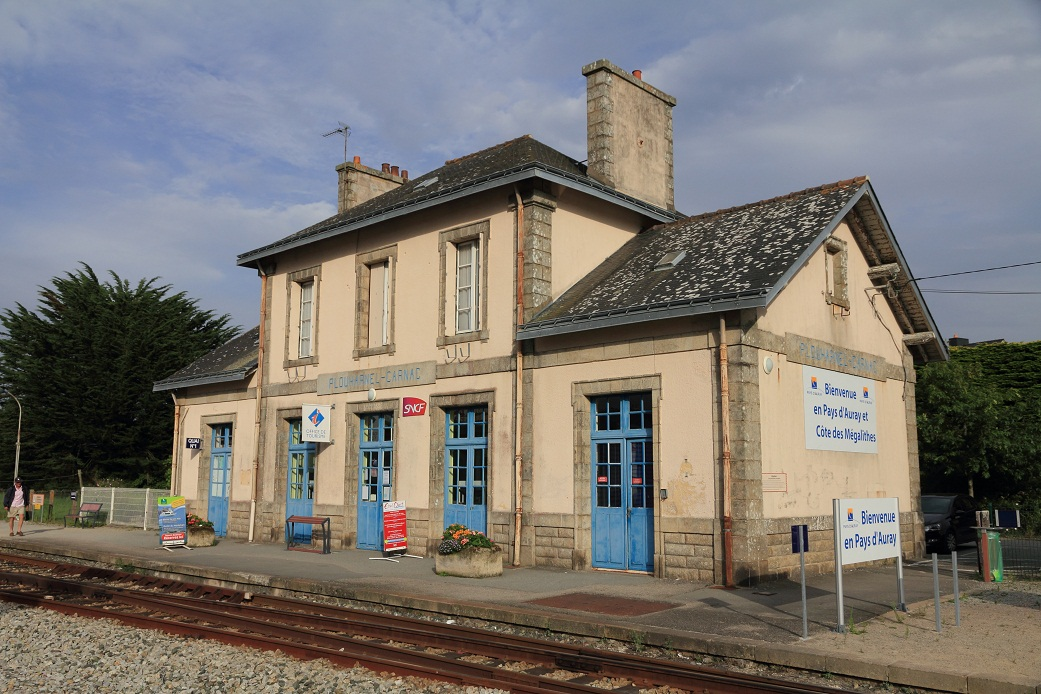
Bâtiment voyageurs et quai en 2011.

### Desserte
Plouharnel - Carnac est desservie par le Tire-Bouchon pendant la période estivale, à raison de plusieurs trains par jour pendant les mois de juillet et août et quelques week-end en juin et septembre.

### Fréquentation
De 2015 à 2023, selon les estimations de la SNCF, la fréquentation annuelle de la gare s'élève aux nombres indiqués dans le tableau ci-dessous.
| Année     | 2015  | 2016  | 2017  | 2018  | 2019  | 2020  | 2021  | 2022  | 2023   |
| --------- | ----- | ----- | ----- | ----- | ----- | ----- | ----- | ----- | ------ |
| Voyageurs | 2 590 | 3 714 | 3 127 | 4 199 | 5 478 | 4 877 | 7 653 | 8 496 | 10 191 |

### Intermodalité
Un parking pour les véhicules est aménagé à proximité. La ligne 1 du réseau régional BreizhGo dessert la gare à l'année.

## Galerie de photographies

Croisement des navettes du Tire-Bouchon en août 2011
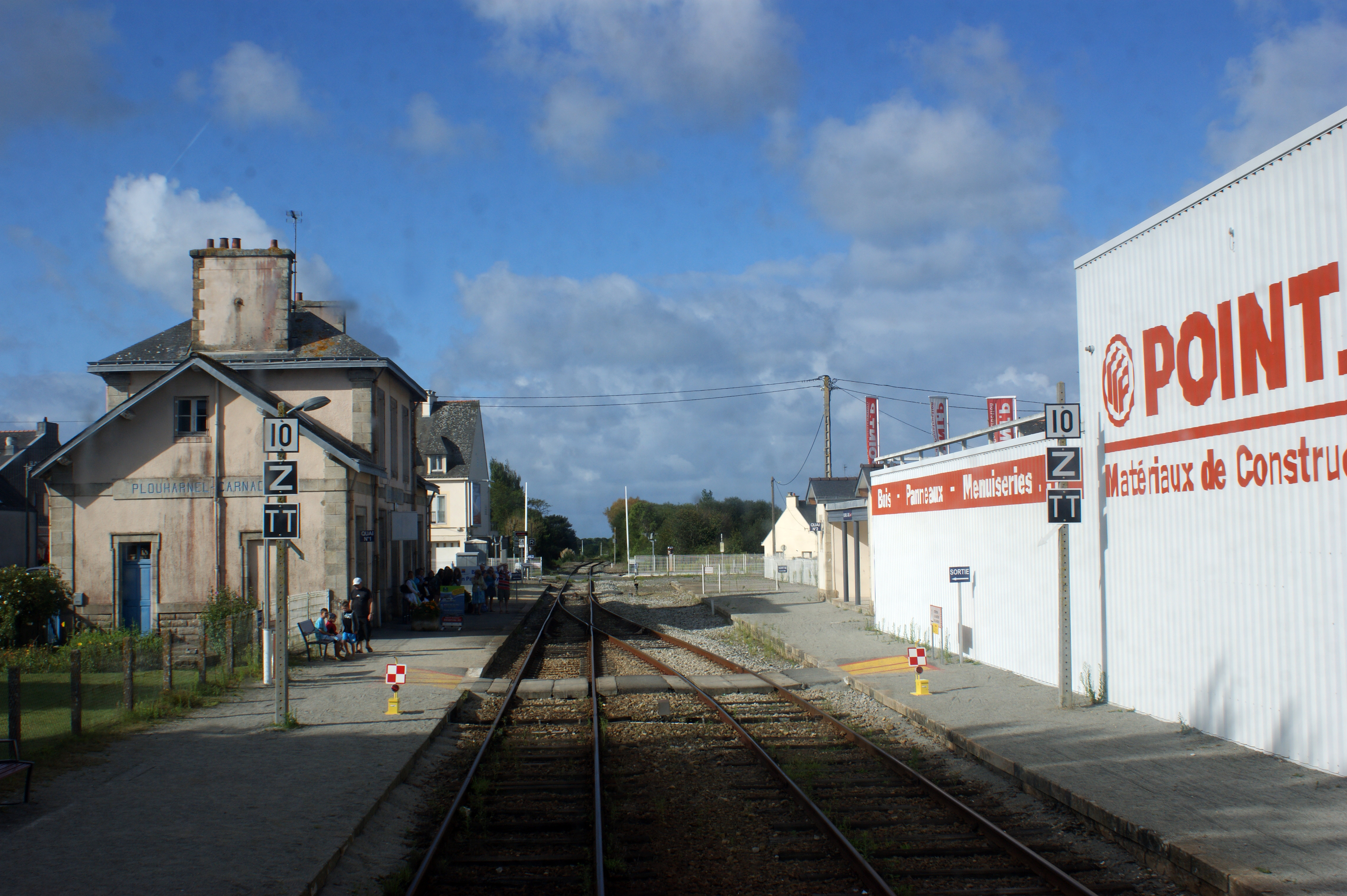
1
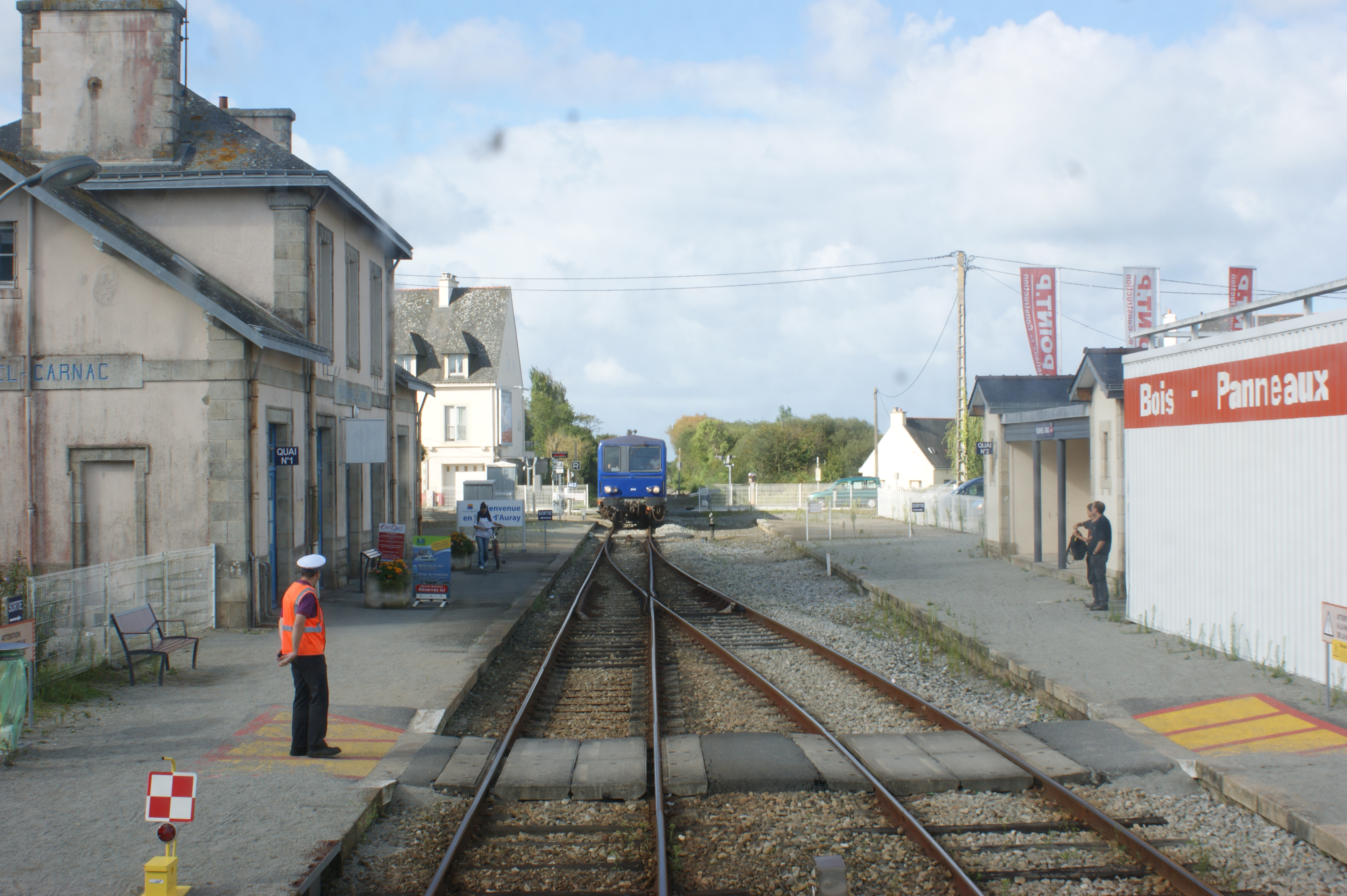
2
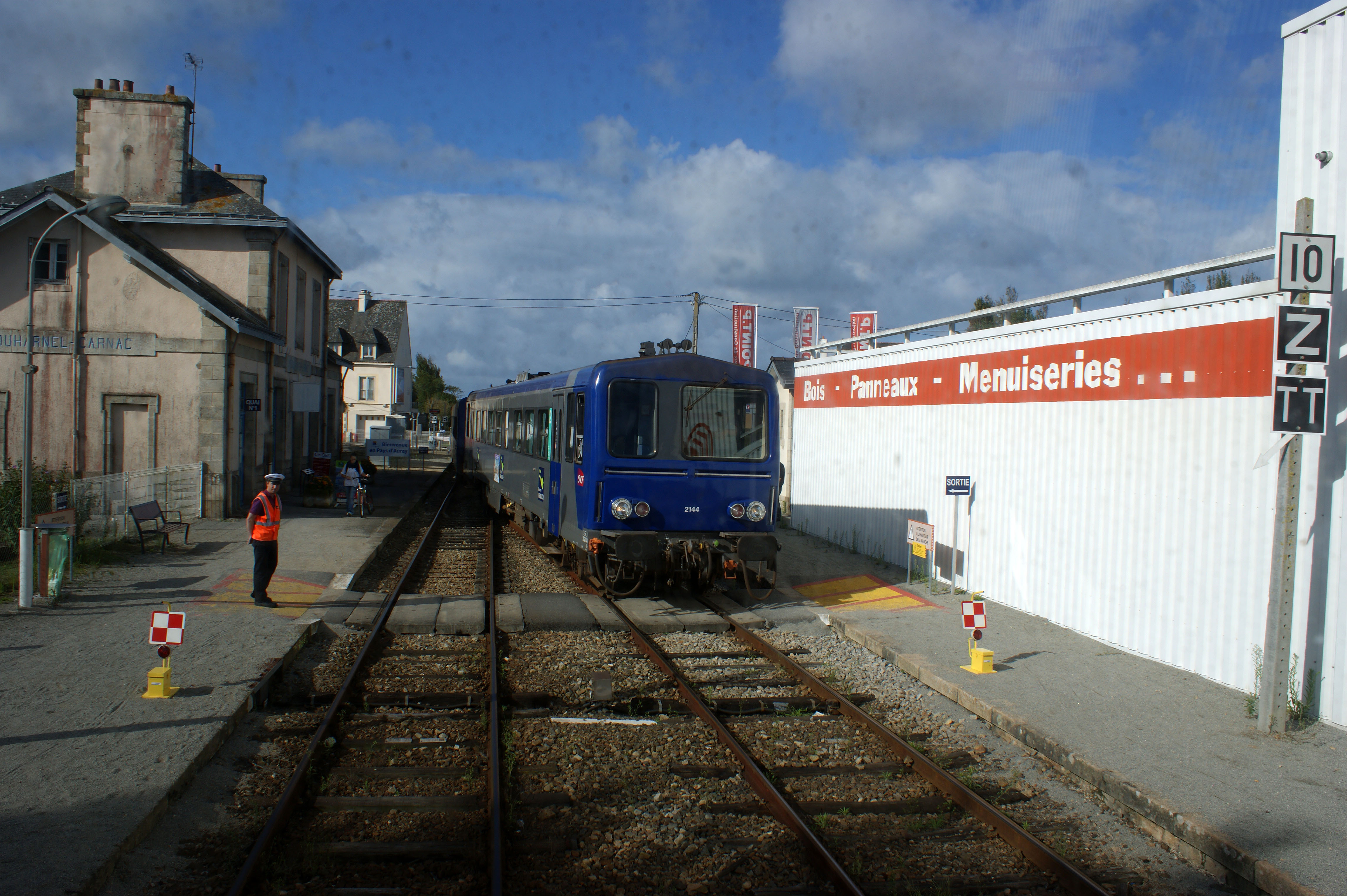
3
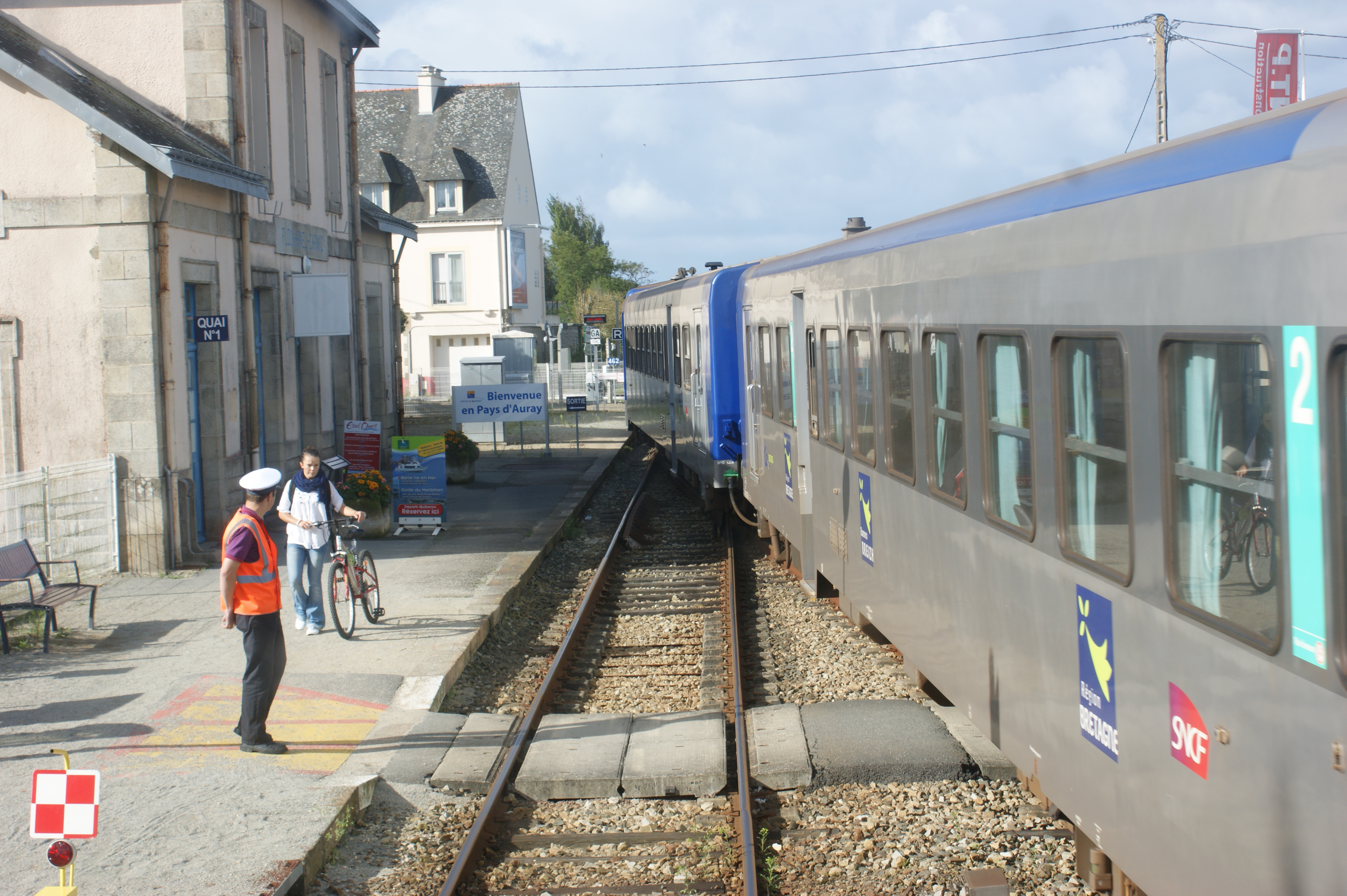
4